# Acronychia murina
Acronychia murina är en vinruteväxtart som beskrevs av Henry Nicholas Ridley. Acronychia murina ingår i släktet Acronychia och familjen vinruteväxter. Inga underarter finns listade i Catalogue of Life.